# أم البراق (الأردن)
أم البراق هي بلدة تقع في محافظة عمان في شمال غرب الأردن.

## روابط خارجية
- صور لأم البراق في المركز الأمريكي للبحوث| قضاء عمان | - العبدلي - راس العين - المدينة - زهران - اليرموك - بدر |

| قضاء ماركا | - طارق - ماركا - النصر - بسمان |

| قضاء الجامعة | - الجبيهة - صويلح - أبو نصير - شفا بدران |

| قضاء وادي السير | - وادي السير - بدر الجديدة - مرج الحمام - البصة - عراق الأمير - أبو السوس - البحاث - الإلمانية - القصبات - الرجاحة - الثغرة - الحامدية - وادي الشتاء - الطبقة - الدبة - أم نجاصة - الفحص - النعير - الدير |

| قضاء سحاب | - سحاب |

| قضاء الجيزة | - الجيزة - ضبعة - الزميلة - الخالدية - الخريم - خان الزبيب - الذرة - حمام الطلاق - حمام الشموط |

| قضاء أم الرصاص | - أم الرصاص - الرامة - الرميل - طور الحشاش - سالية - الدالمخي - الياهون - عليان - رجم عقاب - جميل - الثريا - المشيرفة - رجم فهيد - أبو حليليفة - المصيطبة - البحيرات |

| قضاء الموقر | - الموقر - النقيرة - الفيصلية - مغاير مهنا - الذهيبة الشرقية - المنشية - أم بطمة - الحاتمية - غزالة - روضة الحسين النموذجية - الحنيفية - الفالج - الزميلات - المطبة - الجناب |

| قضاء رجم الشامي | - رجم الشامي الغربي - سالم - الهاشمية - رجم الشامي الشرقي - الذهيبة الغربية - اللسين - الماجدية - الكتيفه |

| قضاء ناعور | - ناعور - العدسية - المنشية - تركي - ادبيان - المنصورة - أم السماق - بصة ناعور - سيل حسبان - العامرية - بلعاس - زبود - أبو نقلة - العجاجرة - العويلية |

| قضاء أم البساتين | - أم البساتين - السامك - أم العساكر - ام الكندم - أم البرك - ماسوح |

| قضاء حسبان | - حسبان - الروضة - المشقر - العال - منشية حسبان - كرمة حسبان |